# Lövånger
För andra betydelser, se Lövånger (olika betydelser).
Lövånger (umesamiska Levåŋggiere, lövångersmål Levanger) är en tätort i Lövångers distrikt i Skellefteå kommun i Västerbottens län. Lövånger ligger cirka 5 mil söder om Skellefteå. På orten finns sevärdheten  Lövångers kyrkstad. Intill kyrkstaden ligger Lövångers kyrka från sen medeltid. Kyrkplatsen med kyrkstaden är av riksintresse för kulturmiljövården.

## Historia
Lövånger är kyrkby i Lövångers socken och ingick efter kommunreformen 1862 i Lövångers landskommun där för orten 19 mars 1937 inrättades Lövångers municipalsamhälle, vilken upplöstes 31 december 1963. Orten ingår sedan 1974 i Skellefteå kommun.  
Efterledet -ånger kommer från fornnordiskans -angr vilket betyder havsvik och är vanligt förekommande, inte bara i Sverige (främst Mellannorrland) utan även i Norge, i till exempel ortnamnen Stavanger och Hardanger. Ortnamnet tyder på att Lövånger grundades under järnåldern efter en tidig invandringsvåg från Norge, Lövånger kallades inledningsvis Lefangr vilket betyder läviken.

### Befolkningsutveckling
| Befolkningsutvecklingen i Lövånger 1960–2020 | Befolkningsutvecklingen i Lövånger 1960–2020 | Befolkningsutvecklingen i Lövånger 1960–2020 | Befolkningsutvecklingen i Lövånger 1960–2020 | Befolkningsutvecklingen i Lövånger 1960–2020 |
| -------------------------------------------- | -------------------------------------------- | -------------------------------------------- | -------------------------------------------- | -------------------------------------------- |
|                                              |                                              |                                              |                                              |                                              |
| År                                           |                                              |                                              | Folkmängd                                    | Areal (ha)                                   |
| 1960                                         | 1960                                         |                                              | 532                                          |                                              |
| 1965                                         | 1965                                         |                                              | 605                                          |                                              |
| 1970                                         | 1970                                         |                                              | 668                                          |                                              |
| 1975                                         | 1975                                         |                                              | 910                                          |                                              |
| 1980                                         | 1980                                         |                                              | 987                                          |                                              |
| 1990                                         | 1990                                         |                                              | 942                                          | 132                                          |
| 1995                                         | 1995                                         |                                              | 878                                          | 132                                          |
| 2000                                         | 2000                                         |                                              | 797                                          | 133                                          |
| 2005                                         | 2005                                         |                                              | 779                                          | 133                                          |
| 2010                                         | 2010                                         |                                              | 761                                          | 132                                          |
| 2015                                         | 2015                                         |                                              | 810                                          | 165                                          |
| 2020                                         | 2020                                         |                                              | 804                                          | 139                                          |
|                                              |                                              |                                              |                                              |                                              |

## Näringsliv
Största arbetsplatsen är Lövånger Elektronik (LEAB), som sysslar med kontraktstillverkning av elektronik.
Andra kända företag är Lövångers bygg (hustillverkning)